# Leda con el cisne

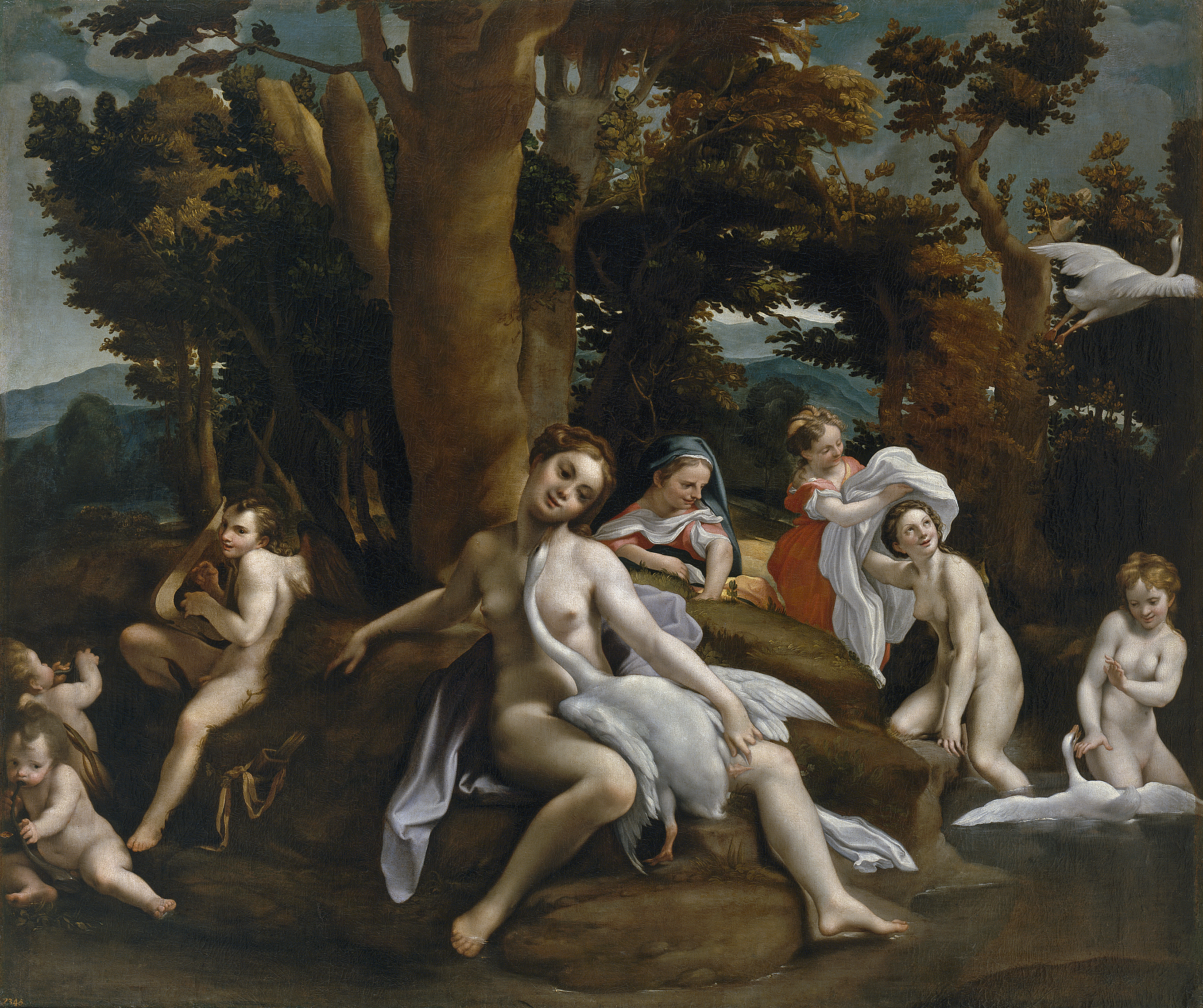
Copia del cuadro realizada por Eugenio Cajés que permite conocer cómo era el cuadro antes de su agresión (Museo del Prado).

Leda con el cisne (en italiano, Leda e il cigno) es un cuadro del pintor italiano Antonio Allegri da Correggio. Está realizado en óleo sobre lienzo, y fue pintado hacia 1531-1532, encontrándose actualmente en la Gemäldegalerie de los Staatliche Museen zu Berlin - Preussischer Kulturbesitz (Berlín, Alemania).
Esta pintura, junto a Júpiter e Ío, El rapto de Ganímedes y la Dánae de la Galería Borghese de Roma, formaba un ciclo de cuatro telas ejecutado por Correggio a partir de 1530, bajo el título de «Los amores de Júpiter». Fue encargado por Federico II Gonzaga para decorar la Sala de Ovidio en el Palazzo Te de Mantua; no obstante, regaló las cuatro obras al emperador Carlos V y en consecuencia, el ciclo se envió a España y fue dispersado después. Esta obra en concreto, junto con Ganímedes, fue regalada por Felipe III al emperador Rodolfo II en 1604.
Leda era, según la mitología griega, hija de Testio y esposa de Tindáreo de Esparta, a la que Zeus violó adoptando la forma de un cisne. El cuadro representa el momento de la unión carnal entre Leda y el cisne, pero sin resultar en ningún momento obscena.
Es un tema clásico en el arte, que ya antes había sido tratado por otros autores como Leonardo (Leda y el cisne) y por Miguel Ángel, conservándose las obras de estos artistas del Alto Renacimiento solo por copias.
Correggio da un tratamiento manierista al tema, añadiendo un paisaje boscoso tratado con un fino esfumado. Aparecen en esta ambientación ninfas bañándose a la parte derecha del cuadro y, a la izquierda, Cupido tocando la lira y angelotes.
La composición, aparentemente improvisada, es sin embargo muy estudiada. La figura de Leda adopta una torsión típicamente manierista. Su figura se ve acentuada por encontrarse delante de un árbol, quedando éste ligeramente desplazado hacia la izquierda. Hay un grupo central de árboles y, en torno a ellos, las figuras secundarias formando un círculo. De esta manera se lleva la mirada a las profundidades del paisaje.
Cuando pertenecía a la colección de Felipe II de Orleans, el cuadro fue atacado con un cuchillo por su hijo, Luis I, que lo encontraba demasiado licencioso y lascivo, arruinando irremisiblemente la cabeza de Leda, siendo la que se contempla hoy en día un repinte posterior efectuado por Jacques-François Delyen. Por ello es interesante una copia del cuadro, anterior a dichos daños, realizada por Eugenio Cajés y que se conserva en España en el Museo del Prado (número de catálogo P0120).
En torno a 1808-1809 Dominique Vivant (Barón Denon), director del Musée central de la République, futuro Museo del Louvre, encargó a Pierre-Paul Prud'hon que repintase las caras de nuevo. No obstante, de ello nada queda, pues cuando la obra regresó a Berlín se repintó una tercera vez por Henri-Guillame Schlesinger (1814-1893).